# Bernd Tischler

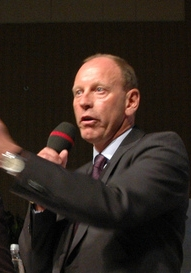
Bernd Tischler (2010)

Bernd Franz Paul Tischler (* 1. Juni 1959 in Hilden) ist ein deutscher Politiker (SPD) und seit 2009 Oberbürgermeister der Stadt Bottrop.

## Leben
Tischler beendete im Jahr 1984 ein Studium der Raumplanung an der Technischen Universität Dortmund. In den Jahren 1987 bis 1989 arbeitete er als stellvertretender Amtsleiter im Amt für Stadtentwicklung und Wirtschaftsförderung in der Stadt Dormagen und anschließend als Abteilungsleiter für Umweltplanung in Bottrop.
Tischler ist verheiratet und Vater zweier Kinder.

## Politik
Tischler ist seit dem Jahr 1988 SPD-Mitglied. Er war Technischer Beigeordneter Bottrops. Am 30. August 2009 wurde Tischler mit 52,4 % zum Oberbürgermeister von Bottrop gewählt und 2014 mit 66,1 % wiedergewählt. Bei den Kommunalwahlen am 13. September 2020 wurde Tischler erneut zum Oberbürgermeister gewählt mit 73,1 % der Stimmen.

## Kultur
Tischler ist seit 2022 Schirmherr des bottrop.art.award – eines Kunstpreises, der an Künstler und Künstlerinnen diverser Genres aus Bottrop vergeben wird.